# Петър Станимиров
Петър Станимиров е български художник и издател.

## Биография
Петър Станимиров е роден на 12 ноември 1952 г. в София. 
От 1980 до 1990 г. е художник на комикси в списание „Дъга“ и списание „Чуден свят“, освен това рисува плакати за филми и участва в много национални и международни изложби с плакати и карикатури.
През 1989 – 1990 г. създава концепцията и екипа на вестник „Разкази в картини“, по-късно преименуван „Пулсар“.
Съсобственик на издателство „Плеяда“ до 1994 г. През 1995 г. основава издателство „Мега“, което е специализирано издателство за книги-игри. 
От 2000 до 2011 г. е арт директор в „Хемимонт Геймс“ студио и участва в създаването на компютърните игри: Келтски крале (Celtic Kings) (2002), Картаген (The Punic Wars) (2004), Imperivm (Great Battle of Roma) (2005), Вълшебни кралства (Rising Kingdoms)(2005), Glory of the Roman Empire (2006), Imperivm Romanvm (2008), Grand Ages: Rome (2009), Tropico 3 (2009), The First Templar (2011), Tropico 4 (2011).
От 2012 до 2019 г. е художник в издателство „Изток-Запад“.
Член на сдружение „Проектът Дъга“. Почтен член на клуб LAZARUS. Секретар на секция Комикс към Съюза на българските художници.

## Творчество
Автор е на комиксите: „Бубачко“, „Карамела Му, Пуки и галактическите пирати“, „Двубой с Касандра“, „Крепостта на безсмъртните“, „Островът на съкровищата“ и „Янтар“ в списание „Дъга“ и „БОР“ и „Радул“ (в съавторство с Евгений Йорданов) в списание „Чуден свят“, „Неотера“ и „Пулси“ във вестник „Разкази в картини“, „Мечо Пух“ във вестник Знаме на мира.
Негови са илюстрациите на детските книги: „Най-златното злато“ (Петя Караколева), „Сабята на щурчето“ (Петя Караколева), „Шегите на Бодливко“ (Петър Станимиров), „Ох, Зъбчо“ (Петя Караколева), „Учениците на д-рЗ“ (Иван Мариновски), два тома „Български народни приказки“ (Ангел Каралийчев), „Огнивото“ (Иван Мариновски), „Зайко“ (Петър Станимиров), „Мечо“ (Петър Станимиров), „Йойо“ (Петър Станимиров), „Приказки за Оная гора“ (Мая Дългъчева), „Пръстенът на нибелунга“ (Елена Павлова), и др.
Художник е на корици на книги на Стивън Кинг и Дийн Кунц на български език. Илюстрира и книги на авторите на българска фантастика и хорър: Светослав Славчев, Иван Мариновски, Григор Гачев, Благой Д. Иванов, Любомир Николов – Нарви, Петър Кърджилов, Марин Трошанов и Елена Павлова.
Участва в създаването и издаването на множество книги-игри през 1990-98 година в България.

През 2009 г. е поканен от издателство „Рийдърс Дайджест“ да илюстрира българската част на изданието „Приказки от цял свят“. В изданието са включени художниците: Тони Улф, Пиеро Катанео, Либико Марая, Северино Баралди, Вадим Челак.
През 2010 списание „Art Creations Magazine“ награждава илюстрацията „Angry Dwarf in the Tavern“ и помества интервю с художника.
През същата година заедно с 16 художници от цял свят е представен в суперизданието „Knowing Darkness: Artists Inspired by Stephen King“ на Centipede Press.
На 21 септември 2011 година излиза лимитиран колекционерски албум „Петър Станимиров вдъхновен от Стивън Кинг“ на издателство „Изток-Запад“.
През 2012 – 2018 оформя и илюстрира множество издания на издателство „Изток-Запад“.
Участва с комикс „Дамга“ в албума „Над дъгата“ (2012).
От 2013 година илюстрира и оформя поредица „Върхове“ на издателство „Изток-Запад“.
През 2014 г. оформя лимитирано колекционерско издание на „Време разделно“ (Антон Дончев).
В края на 2014 година излиза първата книга от „Пръстенът на нибелунга“ – „Рейнско злато“ (Елена Павлова). „Кибеа“
В периода 2014 – 2017 г. създава 222 илюстрации за тетралогията.
На 10 октомври 2017 г. излиза четвъртата книга от „Пръстенът на нибелунга“ – „Залезът на боговете“ (Елена Павлова). „Кибеа“
Ноември 2018 – авторска комикс новела „Пръстенът на нибелунга“, изд. „Кибеа“
Женен е за Долорес Станимирова. Има двама синове - Владимир и Георги.

## Изложби
- 21 септември 2011 – Самостоятелна изложба „Вдъхновен от Стивън Кинг“ в American Corner – площад Славейков 44;
- 29 септември 2011 – Самостоятелна изложба „61 портрета +“ – дигитални постери, живопис и рисунки – галерия на СБХ, Шипка 6;
- 9 май 2012 – Самостоятелна изложба илюстрации и комикс – Сливен;
- 6 юни 2012 – Самостоятелна изложба „Нова Небивалица“ – илюстрации и комикси – музей „Войводина“, Нови Сад;
- 8 юли 2012 – участие в изложбата и грамота за принос в развитието и популяризирането на балканския комикс – 14 Балкански фестивал на комикса – Лесковац;
- 27 септември 2012 – участие в изложбата и награда за най-добър класически комикс – 10 международен салон на комикса в Белград;
- 5 ноември 2012 – организиране и участие в изложба „Над Дъгата“ – София, галерия „Алтроникс арт“;
- 18 декември 2012 – организиране и участие в изложба „Над Дъгата“ – Варна;
- 2013 – организиране и участие в изложби „Над Дъгата“ – Сливен, Ямбол, Кюстендил, Дупница, Русе, Бургас, Лесковац – Сърбия;
- 7 май 2013 – организиране и участие в изложба илюстрации на носителите на националната награда „Константин Константинов“, Сливен;
- 10 – 25 септември 2013 – организиране и участие в Първа национална изложба на българския комикс – София, Сливен, Пловдив;
- 26 септември 2013 – организиране и участие в изложба „Над дъгата“ – Белград, Сърбия;
- 15 октомври 2013 – Самостоятелна изложба „Гримелсхаузен – Симплицисимус“, София, галерия „Алтроникс арт“;
- 5 ноември 2013 – организиране и участие в изложба „Комикс лаборатория“ – София, галерия „Алтроникс арт“;
- март 2014 – организиране и участие в изложба „Български комикс“ – Прага – Чехия;
- април 2014 – организиране и участие в Първа национална изложба на българския комикс – Лесковац – Сърбия;
- 1 – 30 април 2014 – организиране и участие в Първа национална изложба на българския комикс – Габрово;
- 15 август – 15 септември 2014 – организиране и участие в София Комикс Експо 2014;
- 26 септември 2014 – специално представяне – самостоятелна изложба илюстрация – Белград, Сърбия;
- 5 ноември 2014 – организиране и участие в изложба „Проектът Дъга“ – рисунки, София, галерия „Алтроникс арт“;
- 20 януари – 5 февруари 2015 – Самостоятелна изложба „Рейнско злато“, София;
- 11 – 24 май 2015 – Изложба „For Fantasy“ с Пенко Гелев, Борис Стоилов и Светлин Велинов – галерия „Добрович“, Сливен;
- 9 – 24 септември 2015 – самостоятелна изложба илюстрации за колекция „Върхове“ на издателство „Изток-Запад“, София, галерия на СБХ, „Шипка“6;
- 20 януари – 5 февруари 2016 – Самостоятелна изложба „Валкирия“, галерия „Алтроникс лайт студио“, София;
- 9 – 31 май 2016 – Самостоятелна изложба илюстрации „Върхове“ – галерия „Добрович“, Сливен;
- 8 – 18 юни 2016 – организиране и участие в изложба „Над Дъгата 2“ – София, галерия на СБХ, „Шипка“6;
- 31 януари до 5 февруари 2017 – Самостоятелна изложба „ЗИГФРИД“ – Галерия „Арт Алея“, София;
- 3 – 15 май 2017 – организиране и участие в изложба „Аракел“ – проектът „Дъга“ – галерия-книжарница София Прес, София;
- 10 – 31 октомври 2017 – самостоятелна изложба илюстрации „Пръстенът на нибелунга“, галерия на СБХ, „Шипка“6, София;
- 8 – 30 май 2018 – самостоятелна изложба илюстрации „Пръстенът на нибелунга“ – галерия „Добрович“, Сливен;
- 18 – 30 март 2019 – изложба и премиера на комикс новелата „Пръстенът на нибелунга“, Чешки културен цетнър, София;
- 8 – 30 май 2019 – изложба на комикс новелата „Пръстенът на нибелунга“, галерия „Сирак Скитник“, Сливен;
- 22 юли – 15 август 2019 – изложба илюстрации и комикси „Пръстенът на нибелунга“ и „Роботът Чапек Първи“ в Градската градина, София;
- 1 – 15 октомври 2019 – изложба рисунки „Джуджета, вещици, герои“, галерия Arsenal of Art, Пловдив;
- март 2020 – организиране и участие в изложба „Аракел 3“ – проектът „Дъга“ – София, галерия на СБХ, „Шипка“6;
- 17 март 2023 – самостоятелна изложба "Моите 22 години с WACOM" – София, галерия на СБХ, „Шипка“6;

## Отличия
- 1998 – Удостоен е с награда за принос в българската фантастика „Гравитон“[3];
- Награда за илюстратор 2012 – „Константин Константинов“ за принос в книгоиздаването за деца;
- Награда за най-добър класически комикс – 10 международен салон на комикса в Белград 2012;
- 2012 – Първи годишни награди „Книга за теб“ 2012 – награда за най-добра корица;
- Първи годишни Читателски награди „Книга за теб“ 2012 – Награда на журито за най-добра корица и награда на публиката за най-добра корица за „Z-та световна война“ Макс Брукс;
- Български номинации за Еврокон 2014 – най-добър художник за 2013 – 2014 в областта на фантастиката;
- Български номинации за Еврокон 2014 – най-добър художник в областта на фантастиката;
- Национална награда за принос в българския комикс „Александър Денков“ – 2015
- Национални фантастични награди – Любим художник за 2015 година
- Национални фантастични награди 2016 – Любим художник – за цялостен принос
- Официални български номинации на Еврокон 2017 – Най-добро художествено (арт) произведение – корица на „Писъци“ и корица и илюстрации към „Пръстенът на нибелунга. Зигфрид“
- Официални български номинации на Еврокон 2017 – Най-добър художник
- Почетна грамота и статуетка за принос в организацията и провеждането на националния фестивал на детската книга в град Сливен, 2018
- Наградата „Перото“ в категория „Детска литература“, Марин Трошанов и Петър Станимиров за книгата „Роботът Чапек на планетата с трите слънца“, 2019
- Награда категория автор - XXII национален фестивал на детската книга Сливен, 2020 г. за книгите от поредица "Роботски приключения - роботът Чапек“
- Награда за цялостно творчество - Биенале на илюстрацията 2021
- Официални български номинации на Еврокон 2021 – Грандмайстор на българската фантастика
- Награда за цялостен принос към детското книгоиздаване - XXV национален фестивал на детската книга - Сливен, 2023;
- Признаниие за принос в балканския комикс - гр. Лесковац, Сърбия, 2023